# 謝爾曼 (密歇根州)
謝爾曼（英語：Sherman）是位於美國密歇根州韋克斯福德縣安條克鎮區、漢諾威鎮區、斯普林維爾鎮區及韋克斯福德鎮區的一個非建制地區。

## 地理
謝爾曼所處的海拔為高於海平面279米（即915英呎），而該地所採用的時區為UTC-5，即北美东部時區（EST）。同時該地設有夏令時間，為UTC-5調快一小時，即UTC-4（EDT）。